# طهرابند
طهرابند هي قرية في مقاطعة هشترود، إيران. عدد سكان هذه القرية هو 137 في سنة 2006.